# Seebrücke Ahlbeck

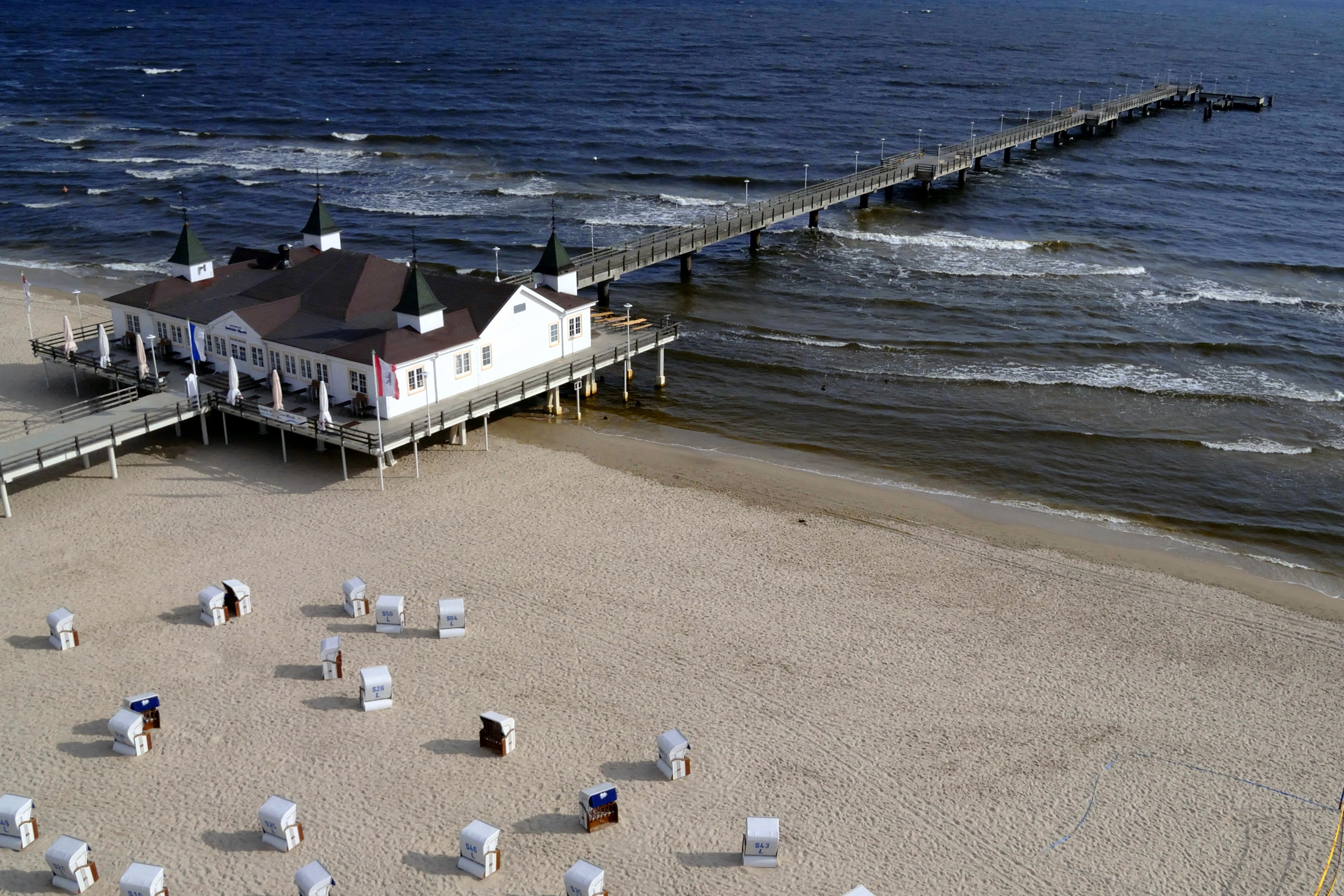
Luftaufnahme der Seebrücke Ahlbeck, 2010

Die Seebrücke Ahlbeck in Ahlbeck auf der Ostseeinsel Usedom ist die älteste Seebrücke in Deutschland. Die insgesamt 280 m lange Brücke führt zunächst zu einer über dem Strand gelegenen Plattform mit Restaurant, woran sich ein 170 m langer Seesteg in die Ostsee anschließt, an dessen Ende Ausflugsschiffe anlegen.

## Geschichte

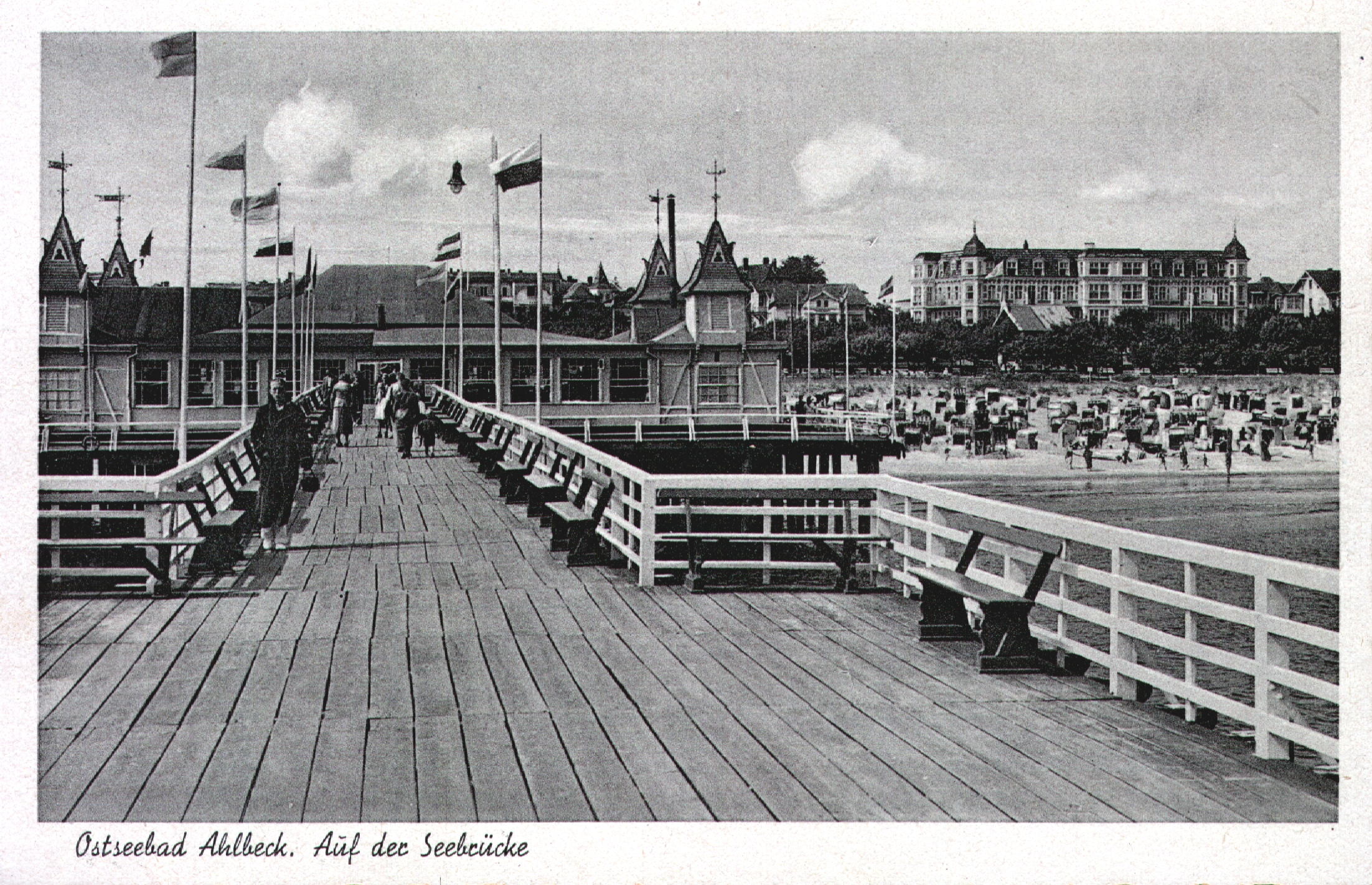
Auf der Seebrücke, 1908

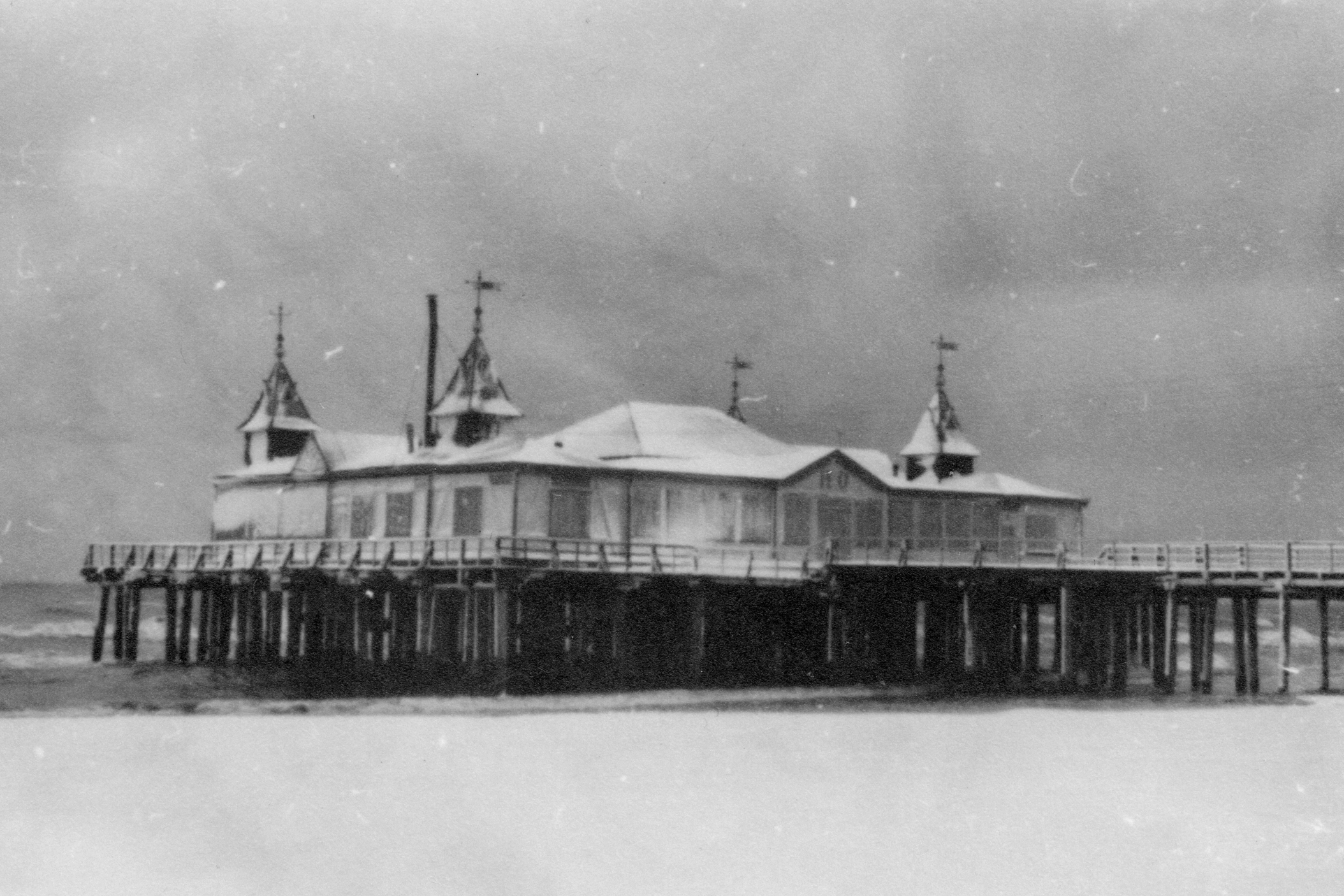
Die eingeschneite Seebrücke im April 1952 ohne den 1941/42 zerstörten Anlegesteg

Im Jahr 1882 wurde über dem Strand eine Plattform mit zwei gegenüberliegenden Holzaufbauten, die als Restaurant und Bühnenteil dienten, errichtet. Auf der Plattform konnten sich die Besucher aufhalten. Der 170 Meter in die Ostsee ragende Seesteg wurde 1898 vorgebaut, um Schiffen das Anlegen zu ermöglichen.
Nach 1905 wurde die Plattform verbreitert und die Aufbauten wurden an der Land- und Seeseite miteinander verbunden. Der Promenadenweg führt seitdem um die Aufbauten herum. Im Jahr 1926 wurde der noch offene Mittelteil zunächst mit Segeltuch, in den 1930er Jahren mit Holz gedeckt.
Im außergewöhnlich kalten Winter von 1941/1942 zerstörten Eisgang und Sturmflut den Anlegesteg, der hinter der Plattform in die Ostsee ragte. Dieser wurde erst Anfang der 1990er-Jahre wieder aufgebaut.
Die aus Holz bestehenden Bauten (Plattform, Aufbauten und Steg) wurden des Öfteren restauriert und verrottete Bestandteile durch neue ersetzt. Bei allen Restaurierungen behielt die Seebrücke ihre historische Bausubstanz. In den Jahren 1970 bis 1973 wurden die Träger aus Holz durch Stahlträger ausgetauscht. 1997 wurde das Restaurant im Inneren modernisiert.
Seit einer umfangreicheren Sanierung 1986 steht die Brücke unter Denkmalschutz.

## Die Seebrücke in der Kunst
Die Seebrücke war wiederholt Kulisse für Filmaufnahmen: Die Russen kommen wurde 1968 gedreht. Im Jahr 1991 entstanden auf der Brücke Szenen für den Loriot-Film Pappa ante portas, wofür sie weiß gestrichen wurde. 1999 wurden hier Szenen für den vierteiligen Fernsehfilm Jahrestage gedreht.
Für den Eurovision Song Contest 2011 wurde hier ein Video für den albanischen Beitrag gedreht.